# 琵琶湖马拉松
琵琶湖每日马拉松（びわ湖毎日マラソン Biwako Mainichi Marason），是日本举办历史最悠久的马拉松赛事，也是国际田联金牌马拉松赛事之一。比赛一般在每年三月举办一次，仅限男子参加。琵琶湖马拉松与东京马拉松、福冈国际马拉松合称日本三大马拉松赛事。

## 历史
琵琶湖马拉松由每日新闻社始办于1946年，此后每年3月前后在琵琶湖畔举行一次。
琵琶湖马拉松有非常严格的报名条件。要求在报名之前两年内具有下列成绩之一：
- 马拉松：2小时30分以内
- 半程马拉松：1小时10分以内
- 30公里：1小时40分以内
- 20公里：1小时5分以内
- 10000米：31分以内